# Just Dance 2
Just Dance 2 è un videogioco musicale sviluppato dalla filiale parigina di Ubisoft e pubblicato dalla stessa per Wii. Si tratta di un sequel di Just Dance. È stato messo in commercio il 12 ottobre 2010 nella regione NTSC, e nella versione PAL il 14 ottobre. Ha un sequel chiamato Just Dance 3. Just Dance 2 compare nel video del singolo di Katy Perry Last Friday Night (minuto 3:20) in cui si può notare Katy Perry ballare insieme a Rebecca Black.

## Modalità di gioco
Il concetto del gioco è lo stesso di Just Dance. Richiede un telecomando Wii per ogni giocatore, che deve seguire le stesse mosse del ballerino che vede sullo schermo. Nel gioco sono presenti per la prima volta i duetti, in cui appaiono due ballerini invece che solo uno come nel gioco prima. Inoltre, le Shake Moves del gioco precedente sono rimpiazzate dalle Gold Moves, che sono onnipresenti. Le modalità di gioco sono:
- Modalità Just Dance: Tramite il menù delle canzoni, i giocatori ballano semplicemente seguendo il ballerino. Nel menù si trovano anche il Non-Stop Shuffle, che riproduce brani casuali del catalogo senza interrompersi, e Medleys, in cui si mescolano brevi pezzi di 5 canzoni. Questi appaiono sia per i balli solisti che per i balli in duetto.
- Modalità battaglia:  è una modalità di squadra, nella quale possono giocare fino a 8 giocatori. Si formano delle squadre e ogni punteggio individuale viene aggiunto alla squadra.
- Modalità "Sweat": è una modalità di allenamento che permette ai giocatori di misurare l'energia che consumano, tramite un indicatore che rimpiazza l'indicatore del punteggio.
- Modalità "Simon Says": è una modalità di gioco che, se selezionata, farà apparire segnali sull'indicatore del punteggio, i quali ordinano il giocatore ad applaudire, fermarsi, o girare: compiere queste azioni risulterà nel guadagno di punti.
- Modalità "Gara": è una modalità nella quale viene posto un segnale sull'indicatore del punteggio della canzone scelta dal gioco, il quale indica i punti che si devono raggiungere. Il primo che raggiunge questi punti vince la gara.

Vi è anche un ballo di riscaldamento, con la canzone Cheesy Cha Cha, dei compositori Christian Padovan, Stéphane Huguenin, ed Yves Sanna.

## Canzoni
Nel gioco sono presenti 47 canzoni.
| Titolo                                     | Artisti                                                        | Difficoltà | Sforzo | Anno di uscita | Modalità | Ballerino/i |
| ------------------------------------------ | -------------------------------------------------------------- | ---------- | ------ | -------------- | -------- | ----------- |
| A-Punk                                     | Vampire Weekend                                                | 1          | 2      | 2007           | Duetto   | ♂/♀         |
| Alright                                    | Supergrass                                                     | 2          | 2      | 1994           | Duetto   | ♀/♂         |
| Baby Girl                                  | LT e Rican (accreditati come Reggaeton)                        | 3          | 2      | 2003           | Solo     | ♂           |
| Big Girl (You Are Beautiful)               | Mika                                                           | 1          | 2      | 2007           | Solo     | ♀           |
| Body Movin' (Fatboy Slim Remix)            | Beastie Boys                                                   | 1          | 3      | 1998           | Solo     | ♀           |
| Call Me                                    | Blondie                                                        | 2          | 3      | 1980           | Solo     | ♀           |
| Cosmic Girl                                | Jamiroquai                                                     | 1          | 2      | 1996           | Solo     | ♀           |
| Crazy in Love (*)                          | Studio Musicians (Beyoncé ft. Jay-Z)                           | 3          | 2      | 2003           | Solo     | ♀           |
| D.A.N.C.E.                                 | Justice                                                        | 2          | 3      | 2007           | Solo     | ♀           |
| Dagomba                                    | Tom Salta (accreditato come Sorcerer)                          | 2          | 3      | 2010           | Solo     | ♂           |
| Girlfriend                                 | Avril Lavigne                                                  | 2          | 3      | 2006           | Duetto   | ♀/♀         |
| Hey Ya!                                    | OutKast                                                        | 3          | 3      | 2002           | Solo     | ♂           |
| Holiday (*)                                | The Hit Crew (Madonna)                                         | 2          | 1      | 1983           | Solo     | ♀           |
| Hot Stuff                                  | Donna Summer                                                   | 2          | 1      | 1979           | Duetto   | ♀/♂         |
| Idealistic                                 | Digitalism                                                     | 1          | 2      | 2007           | Solo     | ♀           |
| I Got You (I Feel Good)                    | James Brown                                                    | 2          | 2      | 1965           | Solo     | ♂           |
| Iko Iko                                    | Mardi Gras (Captain Jack)                                      | 1          | 2      | 1953           | Solo     | ♀           |
| It's Raining Men                           | The Weather Girls                                              | 2          | 3      | 1982           | Solo     | ♀           |
| I Want You Back                            | The Jackson 5                                                  | 2          | 1      | 1969           | Solo     | ♂           |
| Jai Ho! (You Are My Destiny) (BB)          | A. R. Rahman & The Pussycat Dolls ft. Nicole Scherzinger       | 2          | 2      | 2009           | Solo     | ♀           |
| Jump (*)                                   | Studio All-Stars (Kris Kross)                                  | 3          | 3      | 1991           | Duetto   | ♂/♂         |
| Jump in the Line                           | Harry Belafonte                                                | 3          | 2      | 1961           | Duetto   | ♀/♂         |
| Jungle Boogie (*)                          | Studio Musicians (Kool & the Gang)                             | 2          | 2      | 1973           | Solo     | ♂           |
| Katti Kalandal                             | Tony Tape & Veilumuth Chitralekha (accreditati come Bollywood) | 2          | 2      | 2000           | Duetto   | ♀/♂         |
| Monster Mash                               | The Frighteners (Bobby Pickett)                                | 1          | 1      | 1962           | Solo     | ♂           |
| Move Your Feet                             | Junior Senior                                                  | 3          | 3      | 2002           | Solo     | ♂           |
| Mugsy Baloney                              | Gert Wilden (accreditato come Charleston)                      | 3          | 2      | 1924           | Duetto   | ♀/♂         |
| Proud Mary                                 | Ike & Tina Turner                                              | 2          | 3      | 1993           | Solo     | ♀           |
| Rasputin                                   | Boney M.                                                       | 3          | 3      | 1978           | Solo     | ♂           |
| Rockafeller Skank                          | Fatboy Slim                                                    | 3          | 3      | 1998           | Solo     | ♂           |
| SOS                                        | Rihanna                                                        | 3          | 2      | 2006           | Solo     | ♀           |
| Satisfaction (ISAK exended mix)            | Benny Benassi & The Biz                                        | 1          | 1      | 2003           | Solo     | ♂           |
| Should I Stay or Should I Go               | The Clash                                                      | 1          | 2      | 1982           | Solo     | ♂           |
| Soul Bossa Nova                            | Quincy Jones and His Orchestra                                 | 1          | 1      | 1961           | Duetto   | ♀/♂         |
| Sway (*)                                   | Marine Band (Michael Bublé)                                    | 2          | 1      | 2003           | Duetto   | ♀/♂         |
| Sympathy for the Devil (Fatboy Slim Remix) | The Rolling Stones                                             | 1          | 1      | 1968           | Solo     | ♀           |
| Take Me Out                                | Franz Ferdinand                                                | 2          | 2      | 2004           | Solo     | ♀           |
| That's Not My Name                         | The Ting Tings                                                 | 2          | 1      | 2007           | Solo     | ♀           |
| The Power                                  | Snap!                                                          | 2          | 3      | 1990           | Solo     | ♂           |
| The Shoop Shoop Song (It's in His Kiss)    | Cher                                                           | 2          | 2      | 1990           | Duetto   | ♀/♀         |
| Tik Tok                                    | Kesha                                                          | 2          | 1      | 2009           | Solo     | ♀           |
| Toxic (*)                                  | The Hit Crew (Britney Spears)                                  | 3          | 1      | 2003           | Solo     | ♀           |
| Viva Las Vegas                             | Elvis Presley                                                  | 2          | 2      | 1963           | Solo     | ♂           |
| Wake Me Up Before You Go-Go                | Wham!                                                          | 1          | 2      | 1984           | Solo     | ♂           |
| Walk like an Egyptian                      | The Bangles                                                    | 2          | 2      | 1985           | Solo     | ♀           |
| When I Grow Up                             | The Pussycat Dolls                                             | 2          | 1      | 2008           | Solo     | ♀           |

- Un "(*)" indica che la canzone è una cover.
- Un "(BB)" indica che la canzone è esclusiva della Best Buy Edition.

## Contenuto scaricabile
Tutti i DLC costano 300 Wii Points, ad eccezione di Firework, che si scarica gratuitamente. Anche Crazy Christmas e Here Comes The Hotstepper furono gratuite per una settimana dopo il rilascio.
| Titolo                        | Artisti                                                                          | Difficoltà | Sforzo | Anni | Duetto | Distribuito il   | Ballerino/i |
| ----------------------------- | -------------------------------------------------------------------------------- | ---------- | ------ | ---- | ------ | ---------------- | ----------- |
| Barbie Girl (*)               | The Countdown Dee's Explosion (Aqua)                                             | 1          | 3      | 1997 | Duetto | 12 ottobre 2010  | ♀/♂         |
| Firework                      | Katy Perry                                                                       | 1          | 2      | 2010 | Solo   | 12 ottobre 2010  | ♀           |
| Pon de Replay                 | Rihanna                                                                          | 2          | 2      | 2005 | Solo   | 12 ottobre 2010  | ♀           |
| Pump Up the Volume            | M/A/R/R/S                                                                        | 2          | 2      | 1987 | Solo   | 12 ottobre 2010  | ♂           |
| Maniac (*)                    | Studio All-Stars (Michael Sembello)                                              | 2          | 3      | 1983 | Solo   | 28 ottobre 2010  | ♀           |
| Born to Be Wild               | Steppenwolf                                                                      | 1          | 2      | 1967 | Solo   | 28 ottobre 2010  | ♂           |
| Professor Pumplestickle       | Nick Phoenix & Thomas Bergersen                                                  | 3          | 1      | 2006 | Duetto | 28 ottobre 2010  | ♂/♂         |
| Crying Blood                  | VV Brown                                                                         | 2          | 2      | 2008 | Solo   | 26 novembre 2010 | ♀           |
| Down by the Riverside         | The Reverend Horatio Duncan Amos Sweets & Carl Sandburg                          | 2          | 1      | 1927 | Solo   | 26 novembre 2010 | ♀           |
| Futebol Crazy                 | Paul J. Borg (accreditato come The World Cup Girls)                              | 1          | 2      | 2009 | Solo   | 26 novembre 2010 | ♀           |
| Kung Fu Fighting              | Carl Douglas                                                                     | 2          | 2      | 1974 | Duetto | 18 dicembre 2010 | ♂/♂         |
| Mambo No. 5 (*)               | The Lemon Cubes (Lou Bega)                                                       | 3          | 2      | 1999 | Duetto | 18 dicembre 2010 | ♂/♀         |
| Nine in the Afternoon         | Panic! at the Disco                                                              | 1          | 1      | 2008 | Duetto | 18 dicembre 2010 | ♀/♂         |
| It's Not Unusual              | Tom Jones                                                                        | 2          | 2      | 1965 | Solo   | 18 dicembre 2010 | ♂           |
| Chicken Payback               | A Band of Bees                                                                   | 1          | 1      | 2005 | Solo   | 18 dicembre 2010 | ♂           |
| Crazy Christmas               | Santa Clones                                                                     | 2          | 3      | 2010 | Solo   | 18 dicembre 2010 | ♂           |
| Skin-To-Skin                  | H. Langschwert (accreditato come Sweat Invaders)                                 | 1          | 3      | 1992 | Solo   | 16 gennaio 2011  | ♂           |
| You Can't Hurry Love          | The Supremes                                                                     | 2          | 2      | 1966 | Duetto | 11 febbraio 2011 | ♀/♀         |
| Why Oh Why                    | Stephane Huguenin, Yves Sanna & Christian Padovan (accreditati come Love Letter) | 1          | 1      | 2009 | Duetto | 11 febbraio 2011 | ♀/♂         |
| American Boy                  | Estelle ft. Kanye West                                                           | 2          | 1      | 2008 | Duetto | 11 febbraio 2011 | ♂/♀         |
| Come On Eileen                | Dexys Midnight Runners                                                           | 3          | 3      | 1982 | Duetto | 17 marzo 2011    | ♀/♂         |
| Song 2                        | Blur                                                                             | 2          | 2      | 1997 | Solo   | 17 marzo 2011    | ♂->♀->♂     |
| Spice Up Your Life            | Spice Girls                                                                      | 3          | 3      | 1997 | Duetto | 17 marzo 2011    | ♀/♀         |
| Here Comes The Hotstepper (*) | The Hit Crew (Ini Kamoze)                                                        | 2          | 2      | 1994 | Solo   | 20 aprile 2011   | ♂           |
| Moving on Up (*)              | The Lemmon Cubes (M People)                                                      | 1          | 2      | 1993 | Solo   | 2 giugno 2011    | ♀           |
| Funkytown (*)                 | Sweat Invaders (Lipps Inc.)                                                      | 1          | 1      | 1980 | Solo   | 20 luglio 2011   | ♂           |

- Un "(*)" indica che la canzone è una cover.

## Alternative
| Canzone        | Artista            | Anno | Modalità              | Ballerino/i |
| -------------- | ------------------ | ---- | --------------------- | ----------- |
| When I Grow Up | The Pussycat Dolls | 2008 | Solo (Contest Winner) | ♀           |
| When I Grow Up | The Pussycat Dolls | 2008 | Solo (Contest Winner) | ♀           |
| When I Grow Up | The Pussycat Dolls | 2008 | Solo (Contest Winner) | ♂           |

Le versioni alternative di questo brano sono state scelte attraverso una gara tra i fan del videogioco: I vincitori furono il francese Sam, la britannica Mandy, e la statunitense Liana.